# Carl-Julius-Weber-Gedenkstube

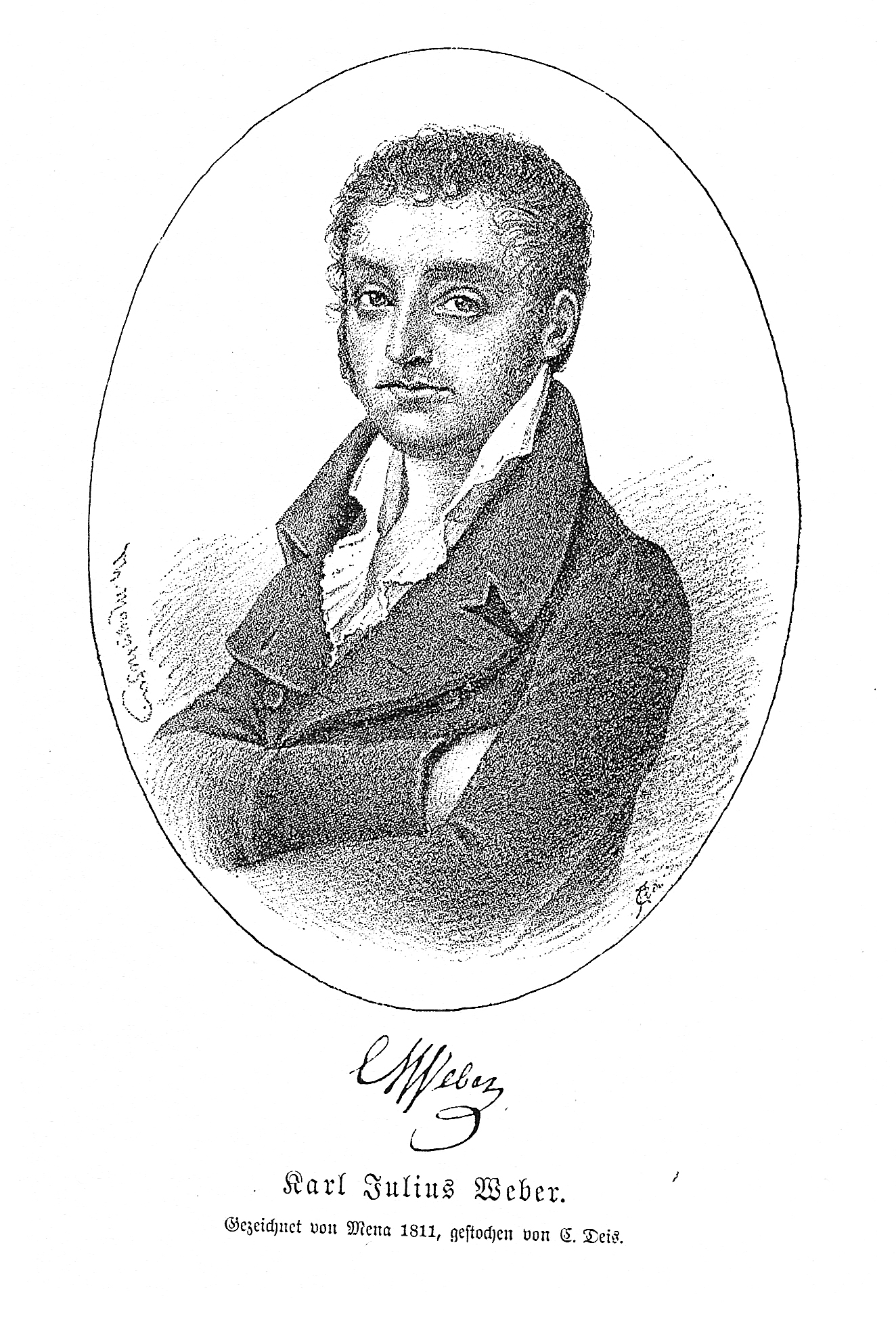
Karl Julius Weber

Die Carl-Julius-Weber-Gedenkstube ist ein kleines, 1987 eingerichtetes Literaturmuseum im Rathaus von Langenburg an der Jagst, das an den Schriftsteller und Satiriker Karl Julius Weber erinnert, der in diesem Haus geboren wurde (Gedenktafel).
Das Zimmer enthält Möbel aus der Zeit von Carl Julius Weber und eine Sammlung seiner Werke, darunter die Briefe eines in Deutschland reisenden Deutschen (Stuttgart 1826–1828), Demokrit oder hinterlassene Papiere eines lachenden Philosophen (Stuttgart 1832–1840) sowie andere geschichtliche und anthropologische Schriften. Hinzu kommen einige Gegenstände aus Webers persönlichem Besitz. Daneben werden Bücher und Bilder der Schriftstellerin Agnes Günther ausgestellt, die 1891 bis 1907 als Dekansfrau in Langenburg lebte und hier ihren Roman Die Heilige und ihr Narr schrieb. Das Zimmer wird vom Standesamt als Trauzimmer genutzt.

## Sonstiges
Schloss Langenburg (im Roman Brauneck) und die nahegelegenen Schlösser Morstein (Thorstein) bei Gerabronn und Tierberg (Schweigen) bei Braunsbach sind die Schauplätze des Romans Die Heilige und ihr Narr (1913) von Agnes Günther, die im Dekanat (Hauptstraße 10) lebte (Gedenktafel).